# Elymus semicostatus
Elymus semicostatus là một loài thực vật có hoa trong họ Hòa thảo. Loài này được (Nees ex Steud.) Melderis mô tả khoa học đầu tiên năm 1978.